# Tandvalar
Tandvalar (Odontoceti) är en av två underordningar som utgör ordningen valar, där den andra är bardvalar (Mysticeti). Tandvalarna omfattar omkring 70 arter och har, som namnet antyder, tänder i käken, till skillnad från bardvalarna. Tandvalarna är köttätare och livnär sig främst av fisk och bläckfiskar men i vissa fall även av havslevande däggdjur.

## Utseende

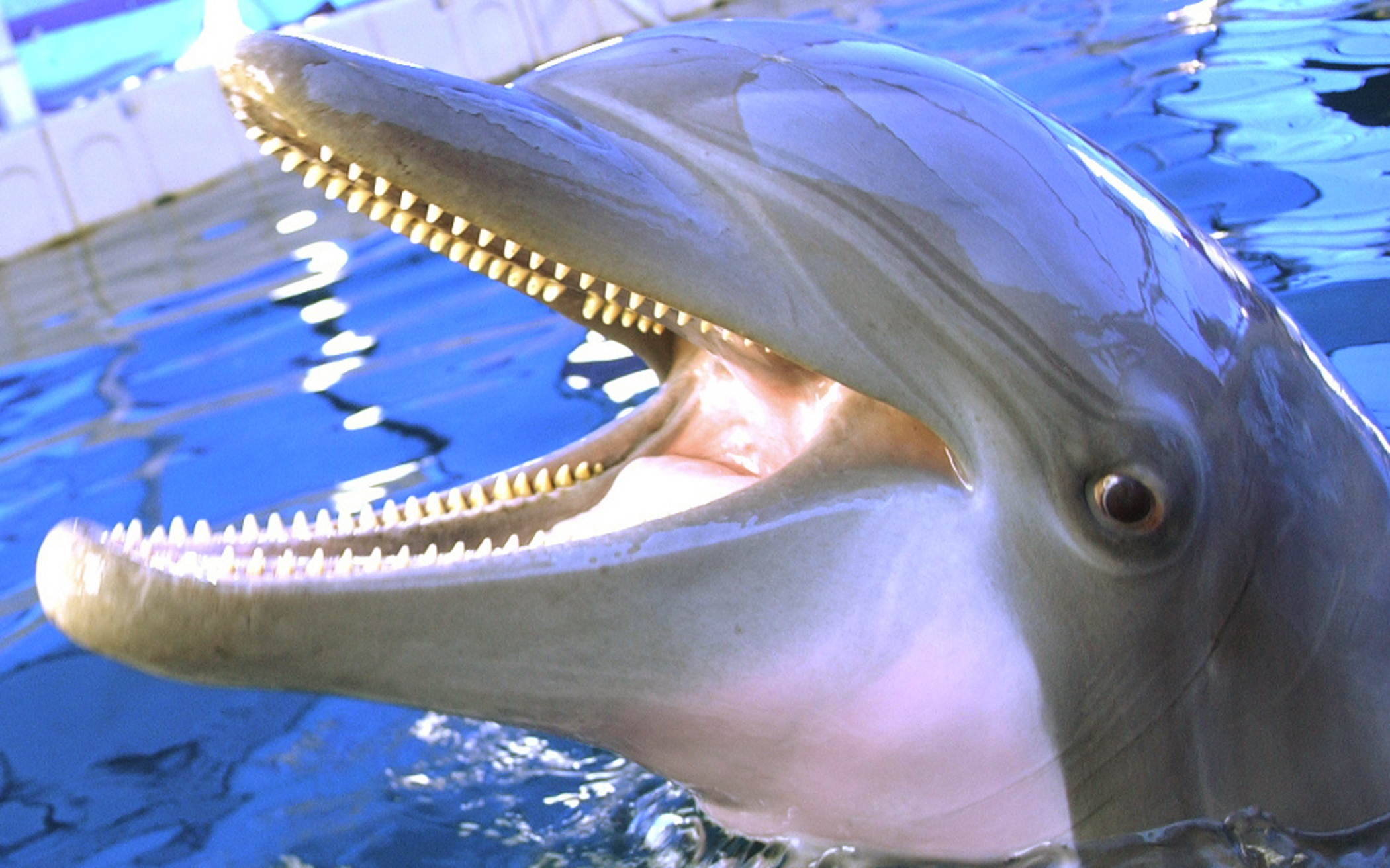
Öresvin som visar gaddarna.

Tandvalarna kännetecknas bland annat av att de har blåshål, förlängd överkäke och saknar blindtarm. Tandvalarna uppvisar könsdimorfism och hanarna är oftast större än honorna. Merparten arter i underordningen är tydligt mindre än bardvalarna.
Till skillnad från bardvalarna har tandvalarna tänder i käken. Antalet tänder varierar från narvalen, som endast har två, till kaskeloten med cirka 40, och delfinerna med cirka 240 tänder. Hanarna hos vissa näbbvalar har också bara två tänder vilka utgör betar.

## Ekologi
Merparten tandvalar är snabba simmare. Några mindre arter är kända för att de "surfar" på vågor och utför akrobatiska hopp.
Tandvalar har olika pipande läten för att kommunicera. De använder ekolokalisering med ultraljud för att hitta födan.
De flesta arter lever i grupper med några dussin individer. Dessa grupper samlas ibland och kan då forma stim med tusentals valar. Flera tandvalar samarbetar med varandra när de jagar fiskar. Individer i fångenskap har visat hög inlärningsförmåga och därför räknas de av flera zoologer till de mest intelligenta djuren.

## Tandvalar och människor

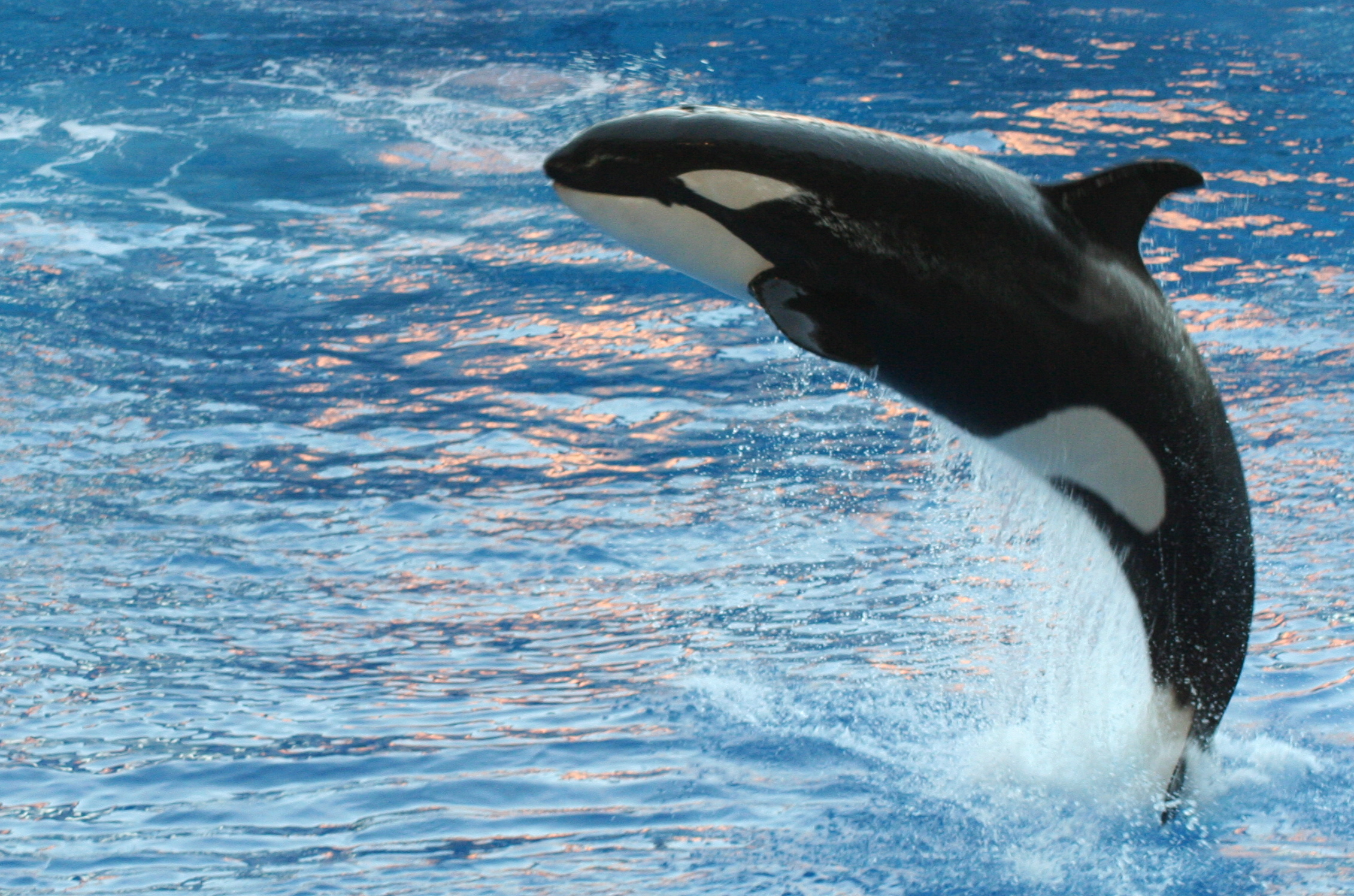
Späckhuggare i fångenskap som uppträder vid Orlando Seaworld.

Kaskeloten har jagats intensivt för att komma åt ett ämne i valens tarmar som används för framställningen av ambra. Även idag jagas några arter som till exempel långfenad grindval.
Valar fastnar i fiskenät, vilket är ett stort hot. Särskilt delfiner som drunknar i nät som används för fångst av tonfisk.
En del arter som öresvin, späckhuggare och vitval hölls ofta i delfinarier eller andra djurparker. Tandvalar hölls ofta i fångenskap, vilket kritiserades av olika djurrättsaktivister, då dessa djur behöver större utrymme.

## Systematik
Tidigare samlades ett antal arter i en familj som kallades floddelfiner men genetiska studier har visat att dessa arter inte är närbesläktade varför de idag placeras i separata familjer.
Underordningen tandvalar ingår i ordningen Cetacea och delas upp i sex överfamiljer som vanligtvis delas upp i nio eller tio familjer:
Underordning Odontoceti: Tandvalar
- Överfamilj Delphinoidea
  - Familj Delphinidae: Delfiner
    - Underfamilj Delphininae
      - Släkte Delphinus
      - Släkte Lagenodelphis
      - Släkte Sousa
      - Släkte Stenella (syn. Clymenia, Micropia, Fretidelphis, Prodelphinus)
      - Släkte Tursiops

    - Underfamilj Lissodelphininae
      - Släkte Cephalorhynchus (syn. Eutropia)
      - Släkte Lissodelphis (syn. Tursio, Leucorhamphus)

    - Underfamilj Orcininae: Späckhuggare och grindvalar (behandlas ibland som den egna familjen Globicephalidae)
      - Släkte Feresa
      - Släkte Globicephala (syn. Sphaerocephalus, Globiceps, Globicephalus)
      - Släkte Grampus (syn. Grampidelphis, Grayius)
      - Släkte Orcaella
      - Släkte Orcinus (syn. Orca, Ophysia, Gladiator)
      - Släkte Peponocephala
      - Släkte † Platalearostrum
      - Släkte Pseudorca (syn. Neorca)

    - Underfamilj Stenoninae
      - Släkte Sotalia (syn. Tucuxa)
      - Släkte Steno (syn. Glyphidelphis, Stenopontistes)

    - Underfamilj incertae sedis: oklar placering inom familjen
      - Släkte Lagenorhynchus

  - Familj Monodontidae: Vitvalar
    - Underfamilj Delphinapterinae
      - Släkte Delphinapterus

    - Underfamilj Monodontinae
      - Släkte Monodon

  - Familj Phocoenidae: Tumlare
    - Underfamilj Phocoeninae
      - Släkte Neophocaena (syn. Meomeris)
      - Släkte Phocoena (syn. Australophocaena, Acanthodelphis)

    - Underfamilj Phocoenoidinae
      - Släkte Phocoenoides
- Överfamilj Inioidea
  - Familj Iniidae: Amazondelfiner
    - Släkte Inia

  - Familj Pontoporiidae: Laplatadelfiner
    - Släkte Pontoporia
- Överfamilj Lipotoidea
  - Familj Lipotidae: Asiatiska floddelfiner
    - Släkte Lipotes
- Överfamilj Physeteroidea
  - Familj Kogiidae (placeras ibland i familjen Physeteridae)
    - Släkte Kogia

  - Familj Physeteridae: Kaskeloter
    - Släkte Physeter
- Överfamilj Platanistoidea
  - Familj Platanistidae
    - Släkte Platanista Gangesdelfiner

  - Familj †Squalodontidae
    - Släkte †Eosqualodon
    - Släkte †Phoberodon
    - Släkte †Squalodon (Jr synonymer Arionius, Crenidelphinus, Kelloggia, Macrophoca, Rhizoprion, Phoca pedronii, Phocodon, Priscodelphinus validus, Smilocamptus)
    - Släkte †Tangaroasaurus
- Överfamilj Ziphioidea
  - Familj Ziphiidae: Näbbvalar
    - Underfamilj Berardiinae
      - Släkte Berardius

    - Underfamilj Hyperoodontinae
      - Släkte Hyperoodon
      - Släkte Indopacetus
      - Släkte Mesoplodon

    - Underfamilj Ziphiinae
      - Släkte Tasmacetus
      - Släkte Ziphius